# Tricoryne
Tricoryne R.Br. – rodzaj roślin należący do rodziny złotogłowowatych (Asphodelaceae), obejmujący 10 gatunków, występujących w Australii, na Nowej Gwinei i Tasmanii.
Nazwa rodzaju pochodzi od greckich słów τρείς (treis – trzy) i κορύνη (koryne – buława, laska) w odniesieniu do zwykle maczugowatych lub odwrotniejajowatych owoców, które po dojrzeniu rozpadają się na trzy rozłupki.

## Morfologia
Wieloletnie rośliny zielne z krótkimi kłączami. Liście odziomkowe, lancetowate lub równowąskie, albo zredukowane do łusek. Kwiaty zebrane w baldachy, pojawiające się na zakończeniu rozgałęzień pędu kwiatostanowego. Okwiat sześciolistkowy, żółty, z listkami położonymi w dwóch okółkach, skręcający się po przekwitnięciu. Sześć pręcików osadzonych u nasady okwiatu, o nitkowatych nitkach z kępką wąsko maczugowatych włosków obecnych pod główką. Zalążnia górna, niemal kulista, głęboko trójwrębna, trójkomorowa. Szyjka słupka nitkowata, zakończona brodawkowatym znamieniem. Owocami są rozłupnie zawierające pojedyncze, czarne nasiono w każdej rozłupce.

## Systematyka
Rodzaj z podrodziny liliowcowych (Hemerocallidoideae) z rodziny złotogłowowatych (Asphodelaceae). 
Wykaz gatunków
- Tricoryne anceps R.Br.
- Tricoryne corynothecoides Keighery
- Tricoryne elatior R.Br.
- Tricoryne humilis Endl.
- Tricoryne muricata Baker
- Tricoryne platyptera Rchb.f.
- Tricoryne simplex R.Br.
- Tricoryne soullierae T.D.Macfarl. & Keighery
- Tricoryne tenella R.Br.
- Tricoryne tuberosa Keighery & T.D.Macfarl.